# Гвахарія Георгій Віссаріонович
Георгій Віссаріонович Гвахарія, або Ґвахарія, (1901, місто Кутаїсі, тепер Грузія — розстріляний 1 вересня 1937) — партійний і господарчий діяч радянської доби.

## Життєпис
Вчився на факультеті суспільних наук Московського університету. 1923 вступив до троцькістської організації, за що 1928 був засланий до м. Актюбінськ (нині місто в Казахстані). 1930 заявив про розрив із троцькізмом і був відновлений у ВКП(б). У 1930—1933 роках працював на відповідальній роботі в Народному комісаріаті важкої промисловості СРСР.
У 1933—1937 роках — директор Макіївського металургійного заводу імені Кірова Донецької області. 1934 під його керівництвом впроваджено внутрішньозаводський госпрозрахунок: розроблено систему матеріального стимулювання раціонального використання техніки, оплата праці залежала від техніко-економічних досягнень, підвищувалася культура виробництва. Завод став рентабельним і 1935 дав 11 млн крб. прибутку. Поширення досвіду макіївців у всесоюзному масштабі дало змогу 1936 скасувати державну дотацію для підприємств важкої промисловості.
Під час московського процесу над «троцькістсько-зінов'євським центром» влітку 1936 почалося цькування Г. 1937 його заарештували за звинуваченням у належності до троцькістської терористичної організації, що нібито діяла в Донбасі. Виїзна сесія військової колегії Верховного суду СРСР на закритому судовому засіданні в Києві 1 вересня 1937 винесла йому смертний вирок, який було виконано того ж дня. Реабілітований 26 травня 1956.

## Нагороди
- орден Леніна (23.03.1935)